# Església Sant-Donat de Montfort
 L'Església Sant-Donat de Montfort és un edifici romànic, el qual es començà a edificar al segle XI i, pertanyent al departament de Alps de l'Alta Provença i depenent del bisbat de Digne.
És en aquestes solituds salvatges que Saint Donatus, natural d'Orleans, s'hauria retirat. Després de la seva mort, el 535, es va establir un pelegrinatge al voltant de les seves relíquies. El 1018, una escriptura de donació atribuïa el priorat que s'havia creat a l'abadia de Saint-André-de-Villeneuve. Probablement en aquest moment es va reconstruir l'església. Aquestes ruïnes són una de les primeres manifestacions del romànic provençal. No són espectaculars, però desprenen una bellesa austera.
Sobre planta de creu s'alça una nau de volta de canó flanquejada per dues naus laterals, un transsepte curt i un absis semicircular emmarcat per dos absis. La volta està sostinguda per un conjunt d’arcades que descansen sobre 8 pilars alts. És aquest dors positiu el que fa que el volum interior ens doni una impressió d’esvelta alçada que no trobarem fins un segle després amb la invenció de la volta de canó trencada.

## Sant Donat i els Penitents del Mées
Aquesta curiositat geològica, a la vora del Durance, darrere del poble de Mees, ha generat una llegenda. En el moment en què els sarraïns saquejaven la Provença, els monjos haurien tingut pensaments impurs registrant el pas, al riu, de balses que portaven l'harem d'un sultà. La bella gent mora bastant nua hauria inspirat els monjos amb desitjos impurs. Furiós, Sant Donat va petrificar aquests germans concupiscents.